# Süddeutsche Fußballmeisterschaft 1913/14
Die süddeutsche Fußballmeisterschaft 1913/14 des Verbandes Süddeutscher Fußball-Vereine gewann die SpVgg Fürth im Endrundenturnier mit drei Punkten Vorsprung vor dem Frankfurter FV. Dies war der erste Gewinn der süddeutschen Fußballmeisterschaft für die Fürther, die sich dadurch für die deutsche Fußballmeisterschaft 1913/14 qualifizierten. Dort erreichte Fürth das Finale und wurde nach einem 3:2-Sieg nach Verlängerung über den VfB Leipzig deutscher Fußballmeister. Das Endspiel ging mit 160 Spielminuten als bis dahin längstes Spiel der deutschen Meisterschaft in die Geschichte ein, denn erst in der fünften Verlängerung gelang Karl Franz der entscheidende Treffer zum 3:2.
Bedingt durch den Ausbruch des Ersten Weltkrieges im August 1914 wurden in der Spielzeit 1914/15 keine Verbandsspiele ausgetragen. Es erfolgten stattdessen regionale Kriegsspiele, eine Verbandsmeisterschaft gab es jedoch nicht. Erst 1915/16 wurde der regulären Spielbetrieb wieder aufgenommen.

## Modus und Übersicht
Der Austragungsmodus blieb gegenüber der Vorsaison unverändert, in vier Kreisen traten jeweils acht Mannschaften im Rundenturnier gegeneinander an, die vier Kreismeister spielten anschließend in einer Finalrunde den süddeutschen Fußballmeister aus.
| Bezirk    | Bezirksmeister         |
| --------- | ---------------------- |
| Nordkreis | Frankfurter FV         |
| Ostkreis  | SpVgg Fürth            |
| Südkreis  | FC Stuttgarter Cickers |
| Westkreis | VfR Mannheim           |

## Nordkreis
Titelverteidiger Frankfurter FV schloss wie schon im Vorjahr als Meister ab. Nach einer 1:4-Niederlage am dritten Spieltag beim Mitfavoriten Hanau 93 blieb der Fußball-Verein ungeschlagen und hatte am Ende neun Punkte Vorsprung auf die Konkurrenz. Mit Claus, Becker und Jockel wurden drei Spieler des FFV im Lauf des Jahres in die süddeutsche Auswahlmannschaft berufen.
| Pl. | Verein              | Sp. | S  | U | N | Tore    | Quote | Punkte |
| --- | ------------------- | --- | -- | - | - | ------- | ----- | ------ |
| 1.  | Frankfurter FV (M)  | 14  | 11 | 2 | 1 | 035:130 | 2,69  | 24:40  |
| 2.  | SV Wiesbaden        | 14  | 5  | 5 | 4 | 024:160 | 1,50  | 15:13  |
| 3.  | 1. Hanauer FC 1893  | 14  | 7  | 1 | 6 | 026:280 | 0,93  | 15:13  |
| 4.  | Kickers Offenbach   | 14  | 6  | 2 | 6 | 021:250 | 0,84  | 14:14  |
| 5.  | FC Viktoria Hanau   | 14  | 3  | 6 | 5 | 025:320 | 0,78  | 12:16  |
| 6.  | FSV Frankfurt       | 14  | 4  | 3 | 7 | 027:290 | 0,93  | 11:17  |
| 7.  | SC 07 Bürgel        | 14  | 4  | 3 | 7 | 028:350 | 0,80  | 11:17  |
| 8.  | Germania Bieber (N) | 14  | 2  | 6 | 6 | 015:320 | 0,47  | 10:18  |

| (M) | Titelverteidiger Nordkreis |
| (N) | Aufsteiger                 |

## Ostkreis
Im zweiten Jahr unter Trainer William Townley verteidigte die im Sturm um den Karlsruher Julius Hirsch und den Ungarn Frigyes Weicz deutlich verstärkte Fürther Elf den Ostkreis-Titel. In den ersten beiden Heimspielen wurden Wacker München und der VfB Nürnberg zweistellig geschlagen (10:0 bzw. 10:1), und trotz zweier Niederlagen (1:2 bei der F.A. Bayern im Münchener SC und 2:5 im Derby beim FCN) betrug der Abstand auf Platz 2 am Saisonende sieben Punkte.
| Pl. | Verein                      | Sp. | S  | U | N  | Tore    | Quote | Punkte |
| --- | --------------------------- | --- | -- | - | -- | ------- | ----- | ------ |
| 1.  | SpVgg Fürth (M)             | 14  | 11 | 1 | 2  | 062:180 | 3,44  | 23:50  |
| 2.  | 1. FC Nürnberg              | 14  | 7  | 2 | 5  | 038:230 | 1,65  | 16:12  |
| 3.  | FC Pfeil Nürnberg           | 14  | 7  | 2 | 5  | 027:210 | 1,29  | 16:12  |
| 4.  | MTV München von 1879        | 14  | 7  | 2 | 5  | 027:240 | 1,13  | 16:12  |
| 5.  | F.A. Bayern im Münchener SC | 14  | 6  | 3 | 5  | 017:160 | 1,06  | 15:13  |
| 6.  | VfB Nürnberg (N)            | 14  | 4  | 3 | 7  | 022:420 | 0,52  | 11:17  |
| 7.  | Würzburger Kickers          | 14  | 3  | 3 | 8  | 021:420 | 0,50  | 09:19  |
| 8.  | FC Wacker München           | 14  | 3  | 0 | 11 | 017:450 | 0,38  | 06:22  |

| (M) | Titelverteidiger Ostkreis |
| (N) | Aufsteiger                |

## Südkreis
Ein Déjà-vu gab es auch im Südkreis: Am Saisonende lagen die Stuttgarter Kickers und der 1. FC Pforzheim wieder gleichauf an der Tabellenspitze, so dass wie im Vorjahr ein Entscheidungsspiel über die Meisterschaft entscheiden musste. Die Kickers besiegten den FCP klar mit 4:0. Auf den letzten Tabellenplatz stürzte „Altmeister“ Karlsruher FV ab. In den Jahren zuvor hatte man sich von Trainer Townley getrennt und etliche wichtige Spieler der Meistermannschaft hatten den Verein aus beruflichen Gründen verlassen oder ihre Karriere beendet. Breunig etwa spielte in dieser Saison in Pforzheim, Hirsch war Townley an den Ronhof gefolgt und wurde mit der SpVgg. Fürth deutscher Meister, Hollstein widmete sich nunmehr seinem Studium.
| Pl. | Verein                         | Sp. | S  | U | N | Tore    | Quote | Punkte |
| --- | ------------------------------ | --- | -- | - | - | ------- | ----- | ------ |
| 1.  | FC Stuttgarter Cickers (SM, M) | 14  | 10 | 3 | 1 | 025:600 | 4,17  | 23:50  |
| 2.  | 1. FC Pforzheim                | 14  | 11 | 1 | 2 | 040:140 | 2,86  | 23:50  |
| 3.  | Freiburger FC                  | 14  | 7  | 4 | 3 | 020:140 | 1,43  | 18:10  |
| 4.  | FC Union Stuttgart             | 14  | 5  | 2 | 7 | 018:220 | 0,82  | 12:16  |
| 5.  | FC Mühlburg (N)                | 14  | 3  | 5 | 6 | 016:210 | 0,76  | 11:17  |
| 6.  | Karlsruher FC Phönix           | 14  | 3  | 4 | 7 | 011:230 | 0,48  | 10:18  |
| 7.  | VfB Stuttgart                  | 14  | 3  | 2 | 9 | 018:330 | 0,55  | 08:20  |
| 8.  | Karlsruher FV                  | 14  | 2  | 3 | 9 | 016:310 | 0,52  | 07:21  |

| (SM) | süddeutscher Titelverteidiger |
| (M)  | Titelverteidiger Südkreis     |
| (N)  | Aufsteiger                    |

Entscheidungsspiel um Platz 1:
| Datum            |                        | Ergebnis |                 | Ort       |
| ---------------- | ---------------------- | -------- | --------------- | --------- |
| 15. Februar 1914 | FC Stuttgarter Cickers | 4:0      | 1. FC Pforzheim | Karlsruhe |

## Westkreis
Westkreismeister wurde erneut der VfR Mannheim vor dem Lokalrivalen MFC Phönix 02. In dieser Runde war mit der SpVgg Metz erstmals ein Vertreter aus Lothringen in der obersten Liga des Westkreises vertreten. Der erst im Dezember 1912 gegründete Verein erwies sich allerdings als nicht konkurrenzfähig und erreichte lediglich ein Unentschieden in 14 Spielen.
| Pl. | Verein                 | Sp. | S  | U | N  | Tore    | Quote | Punkte |
| --- | ---------------------- | --- | -- | - | -- | ------- | ----- | ------ |
| 1.  | VfR Mannheim (M)       | 14  | 11 | 3 | 0  | 037:500 | 7,40  | 25:30  |
| 2.  | Phönix Mannheim        | 14  | 11 | 1 | 2  | 030:150 | 2,00  | 23:50  |
| 3.  | FC Phönix Ludwigshafen | 14  | 8  | 1 | 5  | 041:160 | 2,56  | 17:11  |
| 4.  | FV Kaiserslautern      | 14  | 8  | 1 | 5  | 024:240 | 1,00  | 17:11  |
| 5.  | FC Pfalz Ludwigshafen  | 14  | 5  | 2 | 7  | 020:190 | 1,05  | 12:16  |
| 6.  | Ludwigshafener FG 03   | 14  | 5  | 1 | 8  | 015:320 | 0,47  | 11:17  |
| 7.  | Borussia Neunkirchen   | 14  | 3  | 0 | 11 | 018:370 | 0,49  | 06:22  |
| 8.  | SpVgg Metz (N)         | 14  | 0  | 1 | 13 | 016:530 | 0,30  | 01:27  |

| (M) | Titelverteidiger Westkreis |
| (N) | Aufsteiger                 |

## Endrunde um die süddeutsche Meisterschaft
Die SpVgg. Fürth verlor lediglich das Auftaktspiel in Frankfurt und gab anschließend keinen Punkt mehr ab. Zu den Höhepunkten der Endrunde zählte das Gastspiel des späteren Meisters beim Titelverteidiger Stuttgarter Kickers, wo die Mannschaft einen 0:1-Rückstand noch vor der Pause drehte, in der zweiten Halbzeit nach zweimaligem Ausgleich jeweils mit der erneuten Führung konterte und schließlich 4:3 gewann. Am heimischen Ronhof konnte man bis zu 10.000 Zuschauer begeistern und schlug alle drei Gegner deutlich.
Der 22-jährige Torschützenkönig Karl Franz fiel im September 1914 an der Front in Lothringen, drei weitere Spieler der Meisterelf – Sebastian Seidel, Hans Jakob und Frigyes Weicz – starben im Verlauf des Ersten Weltkrieges ebenfalls den „Heldentod“.

### Kreuztabelle
| 1914                   | SpVgg Fürth | Frankfurter FV | FC Stuttgarter Cickers | VfR Mannheim |
| ---------------------- | ----------- | -------------- | ---------------------- | ------------ |
| SpVgg Fürth            |             | 5:1            | 2:0                    | 4:1          |
| Frankfurter FV         | 2:1         |                | 0:0                    | 3:1          |
| FC Stuttgarter Cickers | 3:4         | 1:0            |                        | 1:1          |
| VfR Mannheim           | 1:2         | 0:1            | 2:3                    |              |

### Abschlusstabelle
| Pl. | Verein                                        | Sp. | S | U | N | Tore    | Quote | Punkte |
| --- | --------------------------------------------- | --- | - | - | - | ------- | ----- | ------ |
| 1.  | SpVgg Fürth (Sieger Ostkreis)                 | 6   | 5 | 0 | 1 | 018:800 | 2,25  | 10:20  |
| 2.  | Frankfurter FV (Sieger Nordkreis)             | 6   | 3 | 1 | 2 | 007:800 | 0,88  | 07:50  |
| 3.  | FC Stuttgarter Cickers (SM) (Sieger Südkreis) | 6   | 2 | 2 | 2 | 008:900 | 0,89  | 06:60  |
| 4.  | VfR Mannheim (Sieger Westkreis)               | 6   | 0 | 1 | 5 | 006:140 | 0,43  | 01:11  |

| (SM) | süddeutscher Titelverteidiger |